# Dianthus caryophyllus
Garoafa (Dianthus caryophyllus) este o plantă erbacee aparținând familiei Caryophyllaceae. Tulpina ajunge la 1 metru înălțime, are frunzele înguste și ascuțite dispuse în opoziție și flori ce pot avea o gamă amplă de culori.